# 加茂村 (高知県)
加茂村（かもむら）は、高知県高岡郡にあった村。現在の佐川町加茂および日高村岩目地の一部にあたる。

## 地理
- 山岳：清宝山

## 歴史
- 1889年（明治22年）4月1日 - 町村制の施行により、加茂村・竜田村の区域をもって発足。
- 1896年（明治29年） - 大字竜田が分割して岩目地・入沢・九頭となる。
- 1954年（昭和29年）10月15日 - 大字岩目地・九頭が日下村・能津村と合併して日高村が発足。
- 1955年（昭和30年）2月10日 - 分割し、一部（加茂）が佐川町、残部（入沢）が日高村に編入。同日加茂村廃止。同日、日高村のうち旧村域の一部（大字岩目地の一部）が佐川町に編入。

## 交通

### 鉄道路線
- 日本国有鉄道
  - 土讃線
    - 土佐加茂駅